# Toga (Romeins kledingstuk)
Een toga is een kenmerkend kledingstuk dat werd gedragen door Romeinse mannen. Wie geen Romein was, mocht hem niet dragen. Het dragen van de toga was voor Romeinse mannen bij officiële gelegenheden verplicht. Daarbuiten werd hij niet veel gedragen, want het was een lastig en bewerkelijk kledingstuk. De toga was eigenlijk alleen een grote lap wollen stof in de vorm van een halve cirkel of een zeshoek. Onder de toga werd een tunica gedragen. De toga was 15 Romeinse voet lang en 10 Romeinse voet breed. Het omdoen van de toga was een kunst op zich, omdat de plooien sierlijk moesten vallen. Eén einde van de lap werd van achter naar voren over de linkerschouder geworpen, zodat de punt bijna de vloer raakte. Het andere eind werd onder de rechterarm naar voren gehaald en vervolgens over de linkerschouder naar achteren gedrapeerd.

## Het aannemen van de mannentoga
Als een Romeinse jongen de volwassen leeftijd bereikte (meestal 14 à 16 jaar), werd dat op grootse wijze gevierd met het aannemen van de mannentoga (togae virilis sumptio). De jongen droeg 's morgens de amulethouder (bulla) die hij vanaf zijn geboorte om zijn hals had gedragen, aan de Lares van de familie op. Hij legde daarna de van een purperen rand voorziene kindertoga (toga praetexta) af en droeg voor de eerste keer de volledig witte mannentoga (toga virilis, ook wel toga alba of toga pura). Na een maaltijd thuis, waarbij de zoon des huizes voor het eerst in zijn nieuwe kleding als volwassen man aanlag, ging het gezelschap 's middags naar het tabularium, waar de nu meerderjarige volwassene in het register van de burgers werd ingeschreven. Daarna gingen ze in de tijd van de Republiek naar de tempel van Minerva op de Capitolijn om een muntoffer te brengen op het altaar van Iuventas. Vanaf de inwijding van de Tempel van Mars Ultor op het Forum van Augustus in 2 v.Chr. werd deze laatste fase van het ritueel vervangen door 'het begeleiden naar het forum' (deductio in forum). Zijn vader, zijn andere naaste verwanten en vrienden en cliënten brachten de jongen naar het Forum van Augustus, waar de jongen waarschijnlijk zijn eerste offer bracht als volwaardig burger. Soms werd zelfs een standbeeld van de jongeman opgericht ter herinnering aan dit ritueel.

## Wie droeg welke toga?

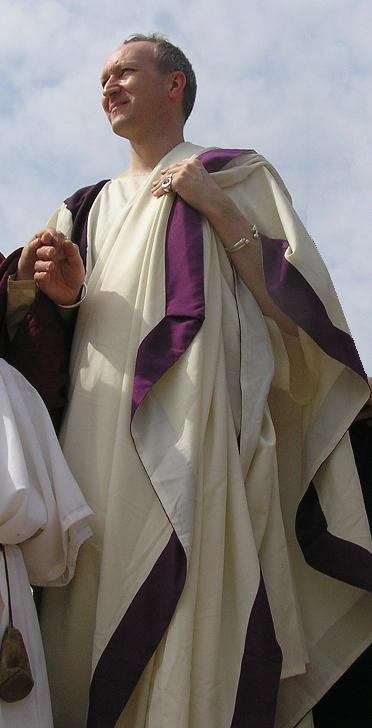
Moderne reconstructie van de 'clavus latus'

Iedere vrije, Romeinse man mocht een toga dragen, dus niet de slaven of vreemdelingen. Hieronder een tabel, wie op welke positie in de samenleving, wat voor een toga droeg.
| Positie                         | Soort toga                                                              |
| ------------------------------- | ----------------------------------------------------------------------- |
| Minderjarige jongens            | Een toga afgezet met een brede purperkleurige zoom (toga praetexta)     |
| Romeinse staatsburger           | Gebroken witte toga (toga virilis)                                      |
| Senatoren                       | Een gebroken witte toga met een brede purperen zoom (clavus latus)      |
| Ridders                         | Een gebrokenwitte toga met een smallere purperen zoom (clavus angustus) |
| Rouwenden, aangeklaagden        | Donkere tot zwarte toga (toga pulla)                                    |
| Kandidaten in verkiezingsstrijd | Een stralend wit gebleekte toga (toga candida)                          |
| Hogere ambtenaren en priesters  | Een toga afgezet met een brede purperen zoom (toga praetexta)           |
| De keizer                       | Een volledig purperen toga                                              |

|  |  |  |

## Referentie
- Ton Derks, 'Van toga tot terracotta: het veelkleurige palet van volwassenwordingsrituelen in het Romeinse Rijk', in: Lampas 42, 3 (oktober 2009) 204-228